# Anaerovibrio lipolyticus
L'Anaerovibrio lipolyticus   è una specie di batterio appartenente alla famiglia delle Acidaminococcaceae.